# Los Cafres
Los Cafres é uma banda argentina de reggae formada em 1987 na cidade de Buenos Aires. O grupo é liderado por Guillermo Bonetto, ex-Los Pericos, que se juntou a outros amigos para criar um conjunto musical que buscaria ser fiel às raízes e ritmos do reggae.

## História
Apesar do grupo Los Cafres ter sido formado em 1987 o seu primeiro álbum foi editado sete anos depois de seu nascimento, o disco Frecuencia Cafre foi lançado em 1994, em pleno o furor que o reggae causava na Argentina, em grande parte devido à banda Los Pericos. O trabalho foi gravado em janeiro daquele ano no estúdio Del Cielito e mixado em fevereiro nos estúdios Tuff Gong em Kingston (Jamaica). Em 1994 ainda se apresentariam com Jimmy Cliff no Teatro Gran Rex e com Los Fabulosos Cadillacs no estádio Obras.
Ao longo dos anos 90 e primeira metade dos anos 2000 o grupo produziu trabalhos discográficos. elogiados pela crítica especializada, além de conquistarem um modesto (mas, fiel) público de admiradores. Porém foi em 2004 que experimentaram a popularidade artística, o álbum Quién Da Más foi bem recebido pelos meios de comunicação e pelo grande público, convertendo a primeira música de trabalho do disco, "Si el Amor se Cae", em um popular hit das rádios argentinas.
No verão de 2005 o vocalista da banda chegou a afirmar que estava surpreso com o reconhecimento do trabalho e dos próprios integrantes do grupo pela sociedade.
| “ | Este foi um dos poucos janeiros que fui de férias ao litoral e descobri que era famoso. Era estranhíssimo. Me pediam autógrafos crianças e senhoras. Este disco não é melhor que o anterior. Talvez se mais aceito pelas rádios. O fato de que te descubram agora não deixa de ter uma certa crueldade e uma falta de respeito com todo o resto. Mas também o recebemos bem porque, de certa forma, é o que buscamos. | ” |

Entretanto é bastante notável a superioridade deste último trabalho frente ao demais, o disco é considerado uma volta às essências, o que gerou bastante comparações com o álbum de estreia. O grupo segue seu trabalho, sempre com a filosofia de aproximação fiel às raízes do ritmo jamaicano, mas tendo em mente que é inevitável (e profícua) as influências da música e cultura riopratense.
Em 2007 lançam simultaneamente dois álbuns, Barrilete e Hombre Simple, dois discos independentes, mas musicalmente complementares.
Em novembro daquele ano, Los Cafres deram um concerto em massa, com seus últimos sucessos no Festival da Primavera de Santa Teresita, no Partido de La Costa, com Skapunk-do e grupos locais.
No ano de 2009 a banda grava seu décimo primeiro disco, Classic Lover Covers, composto por covers de uma série de hits internacionais, mas com roupagem e arranjos do gênero reggae. Entre as canções selecionadas estão "Woman" (John Lennon), "Love Of My Life" (Queen), "Boys Don't Cry" (The Cure), "The Long And Winding Road" (The Beatles). A única música em espanhol incluída no disco é "Quedándote O Yéndote" (Luis Alberto Spinetta). Neste ano participaram do festival Pepsi Music, que se realizou no Club Ciudad de Buenos Aires, ante um público de 15.000 pessoas.
No dia 7 de janeiro de 2011 o grupo Los Cafres é convidado a participar do festival La Ciudad al Aire Libre que aconteceu no Estadio Parque Roca, em Buenos Aires. Também se apresentaram na mesma data que a banda os grupos Fidel e Negritos.

## Discografia
- Frecuencia Cafre (1994)
- Instinto (1995)
- Instinto Dub (1996)
- Suena La Alarma (1997)
- Espejitos (2000)
- ¿Quién Da Más? (2004)
- Vivo A Lo Cafre (2004)
- Luna Park (2006)
- Hombre Simple (2007)
- Barrilete (2007)
- Classic Lover Covers (2009)

## Colaborações
- "Pimpers Paradise" - Tributo a Bob Marley - Vários Artistas - 2004
- "Vos Sabes" - Vos Sabes Como Te Esperaba: Tributo a Los Fabulosos Cadillacs - Vários Artistas - 2009